# Black Seeds of Vengeance
Black Seeds of Vengeance – drugi album studyjny amerykańskiej grupy death metalowej Nile. Wydawnictwo ukazało się 5 września 2000 roku nakładem wytwórni muzycznej Relapse Records.

## Lista utworów
Opracowano na podstawie materiału źródłowego.
| Nr  | Tytuł utworu                                                              | Słowa        | Muzyka            | Długość |
| --- | ------------------------------------------------------------------------- | ------------ | ----------------- | ------- |
| 1.  | „Invocation of the Gate of Aat-Ankh-es-en-Amenti”                         | Karl Sanders | Karl Sanders      | 0:43    |
| 2.  | „Black Seeds of Vengeance”                                                | Karl Sanders | Karl Sanders      | 3:36    |
| 3.  | „Defiling the Gates of Ishtar”                                            | Karl Sanders | Karl Sanders      | 3:38    |
| 4.  | „The Black Flame”                                                         | Karl Sanders | Karl Sanders      | 3:22    |
| 5.  | „Libation Unto the Shades Who Lurk in the Shadows of the Temple of Anhur” | Karl Sanders | Karl Sanders      | 1:32    |
| 6.  | „Masturbating the War God”                                                | Karl Sanders | Karl Sanders      | 5:41    |
| 7.  | „Multitude of Foes”                                                       | Karl Sanders | Dallas Toler-Wade | 2:10    |
| 8.  | „Chapter for Transforming into a Snake”                                   | Karl Sanders | Karl Sanders      | 2:26    |
| 9.  | „Nas Akhu Khan she en Asbiu”                                              | Karl Sanders | Karl Sanders      | 4:16    |
| 10. | „To Dream of Ur”                                                          | Karl Sanders | Karl Sanders      | 9:07    |
| 11. | „The Nameless City of the Accursed”                                       | Karl Sanders | Karl Sanders      | 2:51    |
| 12. | „Khetti Satha Shemsu”                                                     | Karl Sanders | Karl Sanders      | 3:33    |
|     |                                                                           |              |                   | 42:55   |

## Twórcy
Opracowano na podstawie materiału źródłowego.

- Karl Sanders – śpiew, gitara elektryczna, produkcja muzyczna
- Dallas Toler–Wade – śpiew, gitara elektryczna
- Chief Spires – śpiew, gitara basowa
- Derek Roddy – perkusja, śpiew
- Pete Hammoura – śpiew, perkusja
- Ross Dolan, Gary Jones, Scott Wilson, Bob Moore, Boz Porter – śpiew
- Mostafa Abd el Aziz – arghoul
- Aly et Maher el Helbney – głosy
- Mohammed el Hebney – inkantacje
- Adam Peterson – oprawa graficzna
- Wes Benscoter – okładka, oprawa graficzna
- Bob Moore – inżynieria dźwięku, miksowanie, produkcja muzyczna
- Dave Shirk – mastering